# Иоанн Предтеча (линейный корабль)
«Иоанн Предтеча» («Мелеки-Бахри») — парусный 66-пушечный линейный корабль турецкого, а затем русского флота.

## Служба в турецком флоте
Линейный корабль «Мелеки-Бахри» заложен в 1776 году в Стамбуле, вступил в строй в 1778 году.
В составе турецкого флота участвовал в русско-турецкой войне 1787—1791 годов. Был в сражении близ Еникальского (Керченского) пролива 8 (19) июля 1790 года. Во второй день сражения у мыса Тендра 28 августа (9 сентября) 1790 год вместе с флагманским кораблем «Капудание» был отрезан от турецкой эскадры. Потеряв командира, «Мелеки-Бахри» спустил флаг и был пленен кораблем «Мария Магдалина».

## Служба в российском флоте
Вошел в состав Черноморского флота под именем «Иоанн Предтеча». Корабль был назван в честь святого, в день которого был взят в плен.
6 сентября 1790 года приведен в сопровождении отряда из линейного корабля и трех фрегатов в Днепровский лиман, откуда отправлен в Херсон для перевооружения и ремонта. 29 ноября корабль прибыл из Херсона в Севастополь.
Продолжил участие в Русско-турецкой войне на стороне России.
10 июля 1791 года в составе эскадры контр-адмирала Ф. Ф. Ушакова корабль принимал участие в поисках турецкого флота. С 12 июля эскадра натолкнулась на турецкие корабли и начала их преследование, но 15 июля кораблям противника удалось оторваться от русской эскадры.
31 июля 1791 года принимал участие в сражении у мыса Калиакра, в составе авангарда атаковал передовые турецкие суда. 20 августа вместе с эскадрой вернулся в Севастополь, после чего больше не выходил в море.
Корабль находился в Севастополе, где и был переоборудован в плавбатарею в 1800 году.

## Командиры корабля
Командирами линейного корабля «Иоанн Предтеча» в составе российского флота в разное время служили:
- А. Г. Баранов (1791 год);
- М. И. Чефалиано (1792—1798 годы).